# 子育てTV ハピクラ
子育てTV ハピクラ（こそだてティーヴィー ハピクラ）は、2005年4月4日からキッズステーションで放送されている子供向け番組で、当時放送していた『WHY WHY Kids♪（ワイワイキッズ）モンすたージオ』から数えられる。または平日7時半から12時までの時間帯「ハピクラタイム」の旗艦番組である。旧称は『ハッピー!クラッピー』。

## 概要
- 歌やダンス、手あそび歌、童謡、ひらがな、知育クイズ、マナー、動物、のりものなどを紹介するコーナーを通じて、子どもの五感や想像力･創造力･表現力･探究力を育むことを目的とした番組。
- 出演者と直接触れ合える「ハピクラふれあいコンサート」、「みんなで歌おう!手あそび・童謡コンサート」を全国各地のイオンシネマで開催している。オンラインコンサートでは、ハピクラのYouTubeチャンネルで無料配信された。
- 番組オリジナルキャラクターのグッズの販売も行っている。
- 2022年10月3日から毎週月曜 - 金曜 10:30 - 11:00にてBSJapanextでも放送が始まった（2023年1月9日からは毎週月曜 - 金曜 15:30 - 16:00に枠移動）が、2023年4月28日の放送をもって終了した。
- 公式YouTubeチャンネル「ハピクラワールド」を運営していたが、2023年9月30日をもって運営を終了した[1]。

## 登場キャラクター
2021年4月 -
- マリカ（相馬毬花）
- リューマ（橋渡竜馬）（2020年 - ）[2]
- ラッピー（声：戸塚利絵）
- クルン（声：平尾明香）
- ジャルル（声：荒井聡太）
- なんじゃ仙人（声：宮坂俊蔵）
- ガシャキンGT／DJ G（堀広希）
- TETSU／ワルまる／きまる／きマスター/名探偵イエロー（仲井真徹）
- リエわん（羽倉りえ）
- ナナにゃん（奈菜：Popping Emo）
- レッドサンシャイン（冨沢竜也）
- ピンクサンシャイン（望月ひまり）
- パープルサンシャイン（片山佳音）
- オレンジサンシャイン（加藤麻希）
- つんつん（庄司ゆらの）
- もこもこ（澤田美紀）

過去の登場キャラクター
- まあたん（玉井雅世）（2011年 - 2017年）
- 警視グリーン／ジャンゴー／ジャンマスター（青山航士）
- マナー警部ブルー／あおまる／あおマスター（坂田鉄平）
- 警部補オレンジ（西郷みゆき）
- 情報屋グレー（安田裕）
- オジャーマ／ワルジャーマ（天野翔太）
- あかまる／あかマスター（良田麻美）
- バーナ／バナマスター（北山蘭）
- まおみおねえさん（優木まおみ）（2005年 - 2006年）
- こうへいおにいさん（栗原功平）（2005年 - 2006年）
- ジュンジュン（久保純子）（2006年 - 2008年）
- ラスカル（声：仲西環）（2006年 - 2008年） - アニメ『ぽかぽか森のラスカル』の主人公[3][4]。
- ぴかりん（田中ひかり）
- チハルー（新山千春）（2008年 - 2011年）

このうち、ラッピー・クルン・ジャルル・なんじゃ仙人は2016年10月2日から2017年9月17日まで『きんだーてれび』内の「ハピクラキャラクターズのひらがなみつけちゃおう」にて地上波デビューを果たした。

## スタッフ
- 操演：石川一賀、さわやまゆか、小柳晴美、江口嘉代子、藤城直子
- アドバイザー：わだことみ
- 脚本：笹川勇、杉田鮎味
- ヘアメイク：natury
- 音効：窪村友絵
- キャラクターデザイン：中川真由子
- CG：ガスプ
- 撮影：千代田ビデオ
- MA：田村陽介（3one）
- 美術：林美術
- 音楽：湯浅祐子（キッズステーション）
- 音楽協力：POPHOLIC
- 衣装協力：COSPA,inc.、本城真理子
- 協力：スタジオドールアップ、どんがら座、ビーファイン、青二プロダクション、VISTA、クモトリ、AXON
- 広報：塚原真寿美（キッズステーション）
- デスク：千葉紀子（キッズステーション）
- AD：原島さとみ、金髙海音
- AP：小川ひとみ（キッズステーション）
- ディレクター：上田知洋
- プロデューサー：廣澤忠佳（キッズステーション）、羽佐間圭介（ムーブマン）、松尾正文（ムーブマン）
- 制作：ムーブマン
- 制作著作：キッズステーション

## 主題歌
- オープニングテーマ
  - 「あいことばは Happy Clapping Time」（作詞：わだことみ、作曲・編曲：鶴由雄）
- エンディングテーマ
  - 「☆すだんすだんす☆」（作詞・作曲・編曲：ダンス☆マン）